# Liste der Biografien/Gec
Liste der Biografien |
Portal Biografien |
Personensuche
# |
A |
B |
C |
D |
E |
F |
G |
H |
I |
J |
K |
L |
M |
N |
O |
P |
Q |
R |
S |
T |
U |
V |
W |
X |
Y |
Z |
?
 
Ga |
Gb |
Gc |
Gd |
Ge |
Gf |
Gh |
Gi |
Gj |
Gk |
Gl |
Gm |
Gn |
Go |
Gp |
Gq |
Gr |
Gs |
Gu |
Gv |
Gw |
Gy |
Gz
 
Gea |
Geb |
Gec |
Ged |
Gee |
Gef |
Geg |
Geh |
Gei |
Gej |
Gek |
Gel |
Gem |
Gen |
Geo |
Gep |
Ger |
Ges |
Get |
Geu |
Gev |
Gew |
Gex |
Gey |
Gez
Die Liste der Biografien führt alle Personen auf, die in der deutschsprachigen Wikipedia einen Artikel haben. Dieses ist eine Teilliste mit 35 Einträgen von Personen, deren Namen mit den Buchstaben „Gec“ beginnt.

## Gec

### Geca
- Gecas, Hansas (* 1899), litauischer Fußballspieler
- Gečas, Jonas (* 1953), litauischer Diplomat und Offizier

### Gecc
- Geccelli, Johannes (1925–2011), deutscher Maler

### Gece
- Gecevičius, Martynas (* 1988), litauischer Basketballspieler
- Gečevski, Todor (* 1977), mazedonischer Basketballspieler

### Gech
- Gechert, Sebastian (* 1983), deutscher Ökonom
- Gechter, Heinrich (1873–1943), deutscher Lehrer und Ornithologe
- Gechter, Jean François Théodore (1796–1844), französischer Bildhauer
- Gechter, Linus (* 2004), deutscher FußballspielerLinus Gechter (* 2004)

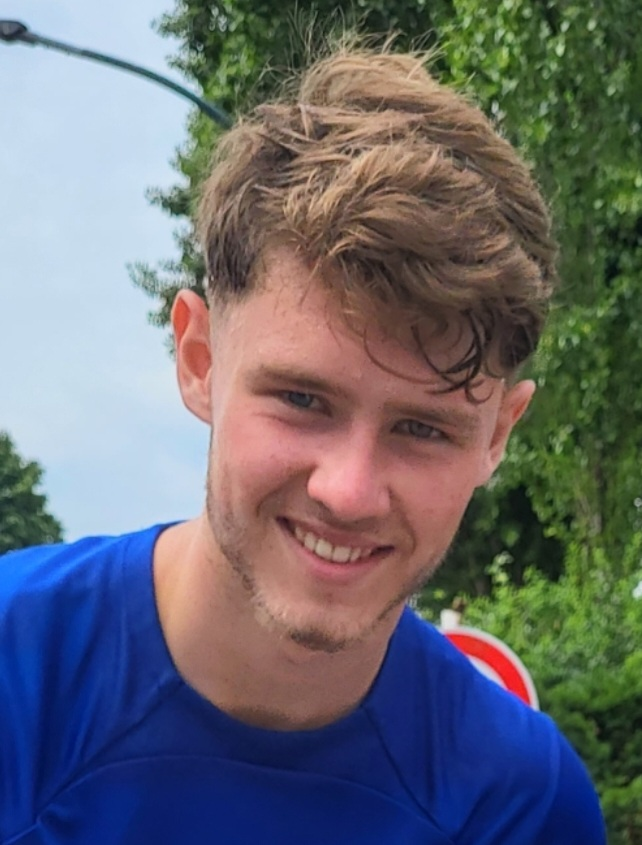
Linus Gechter (* 2004)

- Gechter, Michael (1946–2018), deutscher Provinzialrömischer Archäologe
- Gechtman, Jefim (1914–1977), sowjetischer Journalist und Publizist
- Gechtoff, Sonia (1926–2018), US-amerikanische Malerin und Hochschullehrerin

### Geci
- Geci, Gani (* 1968), kosovo-albanischer Politiker, Veteran der UÇK
- Geçim, Aytürk (* 1995), deutscher Futsal- und Fußballspieler türkischer Abstammung

### Geck
- Geck, Adelheid (1937–2025), deutsche Musikwissenschaftlerin und Professorin
- Geck, Adolf (1854–1942), deutscher Politiker (SPD, USPD), MdR
- Geck, Albrecht (* 1962), deutscher evangelischer Theologe
- Geck, Bernd (* 1959), deutscher Hochfrequenz-Ingenieur und Hochschullehrer
- Geck, Heinz (* 1903), deutscher Schriftsteller
- Geck, Karl Wilhelm (* 1955), deutscher Musikwissenschaftler und Bibliothekar
- Geck, Marie (1865–1927), deutsche Geschäftsfrau, Journalistin und Kommunalpolitikerin
- Geck, Martin (1936–2019), deutscher Musikwissenschaftler (Bachforscher)
- Geck, Oskar (1867–1928), deutscher Politiker (SPD), MdR und Journalist
- Geck, Tell (1895–1986), deutscher Maler und Musiker
- Geck, Wilhelm Karl (1923–1987), deutscher Jurist und Hochschullehrer
- Geckeler, Horst (1935–2002), deutscher Romanist und Sprachwissenschaftler
- Gecks, Horst (* 1942), deutscher Fußballspieler und -trainer

### Geco
- Gecov, Marcel (* 1988), tschechischer Fußballspieler

### Gecs
- Gecse, Hugó (* 1995), rumänischer Eishockeynationalspieler
- Gécsek, Tibor (* 1964), ungarischer Hammerwerfer

### Gecy
- Gečys, Jurgis (1927–1997), litauischer Forstwirt und Politiker
- Gečytė, Viktorija (* 1985), litauische Jazzsängerin

### Gecz
- Géczi, Erika (* 1959), ungarische Kanutin
- Géczi, István (1944–2018), ungarischer Fußballtorhüter
- Géczy, Barnabás von (1897–1971), ungarischer Dirigent, Violinist und KapellmeisterBarnabás von Géczy (1897–1971)

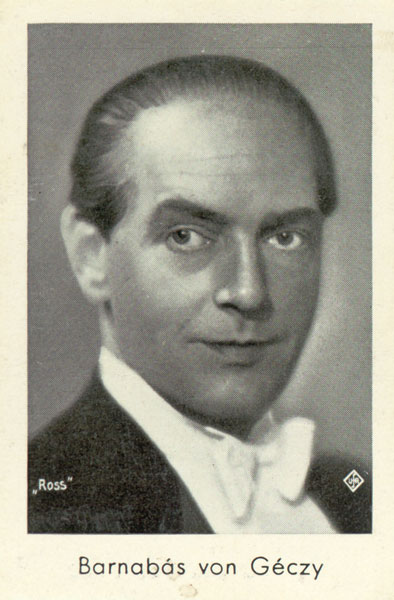
Barnabás von Géczy (1897–1971)